# Black Comedy
Black Comedy, är en brittisk fars av Peter Shaffer. Pjäsen hade urpremiär 1965. I Sverige fick pjäsen sin premiär på Malmö stadsteater den 9 september 1967 och i Stockholm i september 1968.
Pjäsen rör sig om vad som händer i en lägenhet när proppen går och det blir svart. Den är skriven för att vara iscensatt i ett omvänt belysningssystem: pjäsen öppnas på en mörklagd scen men några minuter in i föreställningen blir det kortslutning och scenen blir då upplyst.

## Handling
Pjäsen utspelar sig hemma hos en ung skulptör som med sin fästmö har lånat ett antal antika möbler från sin grannes lägenhet utan hans tillåtelse, för att imponera på fästmöns far och en miljonär och konstsamlare som kommer för att titta på skulpturer. Det är då proppen går och allt blir svart i pjäsen, men scenbelysningen tänds och skådespelarna får alltså spela att de inte ser något. Vid strömavbrottet återvänder grannen vars möbler är lånade hem tidigare än planerat, skulptörens före detta älskarinna dyker oväntat upp och det hela förvandlas allt mer till en katastrof för den unga skulptören.

## Uppsättningar i Sverige
| Roll             | Malmö stadsteater 1967 | Intiman 1968       |
| ---------------- | ---------------------- | ------------------ |
| Regi             | Per Siwe               | Hasse Ekman        |
| Scenografi       | Stig Nelson            | Yngve Gamlin       |
| Brindsley Miller | Arne Strömgren         | Jan Malmsjö        |
| Carol Melkett    | Nadja Witzansky        | Tina Möller        |
| Fröken Furnival  | Dagmar Olsson          | Siv Ericks         |
| Överste Melkett  | Åke Engfeldt           | Nils Eklund        |
| Harold Gorringe  | Leif Hedberg           | Lars Lind          |
| Clea             | Mona Åstrand           | Christina Schollin |
| Georg Bamberger  | Niels Dybeck           | Jan Blomberg       |
| Schuppanzigh     | Gunnar Öhlund          | Sten Ardenstam     |